# 十七か条協定

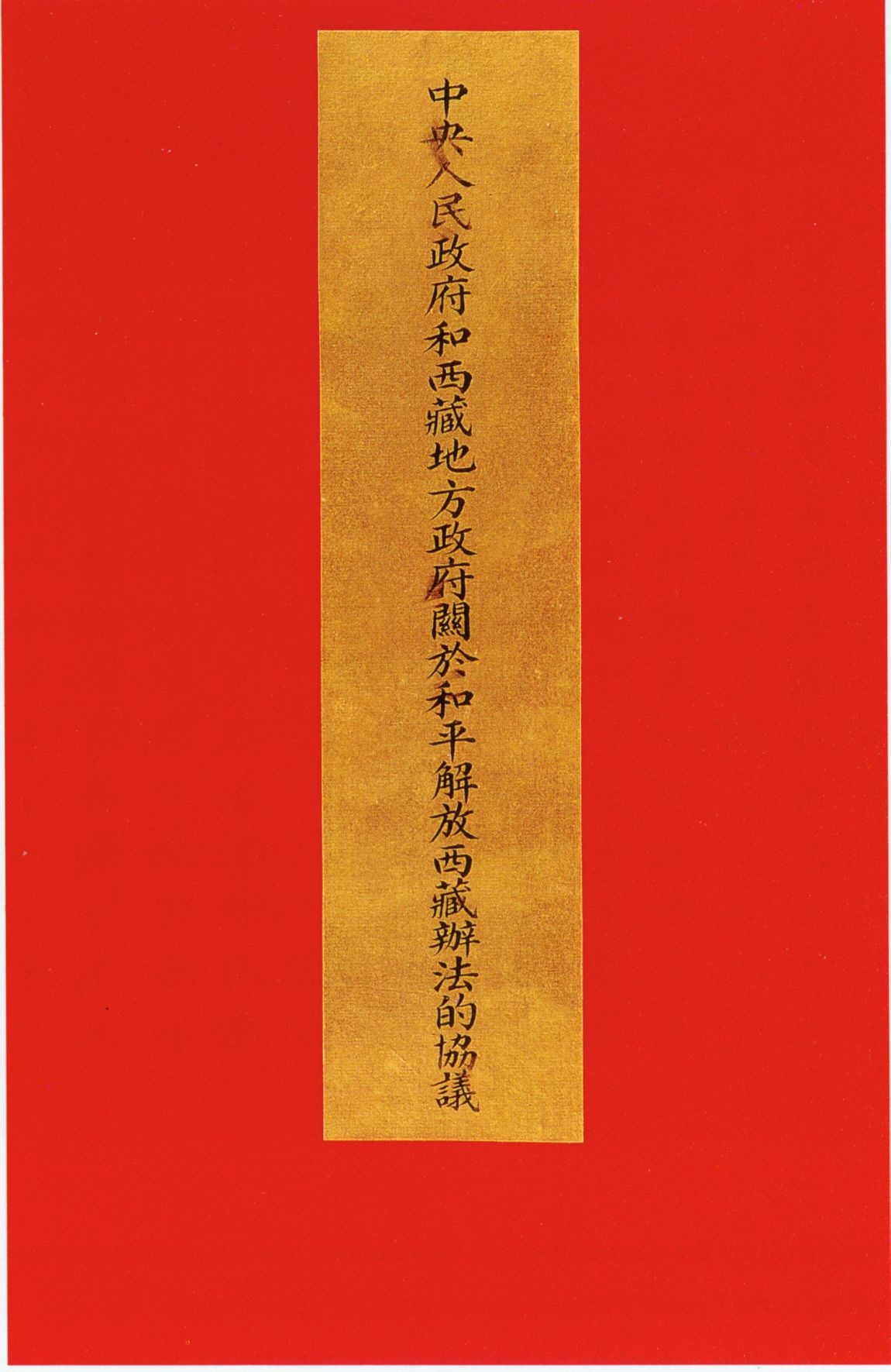
十七か条協定（中国語版）

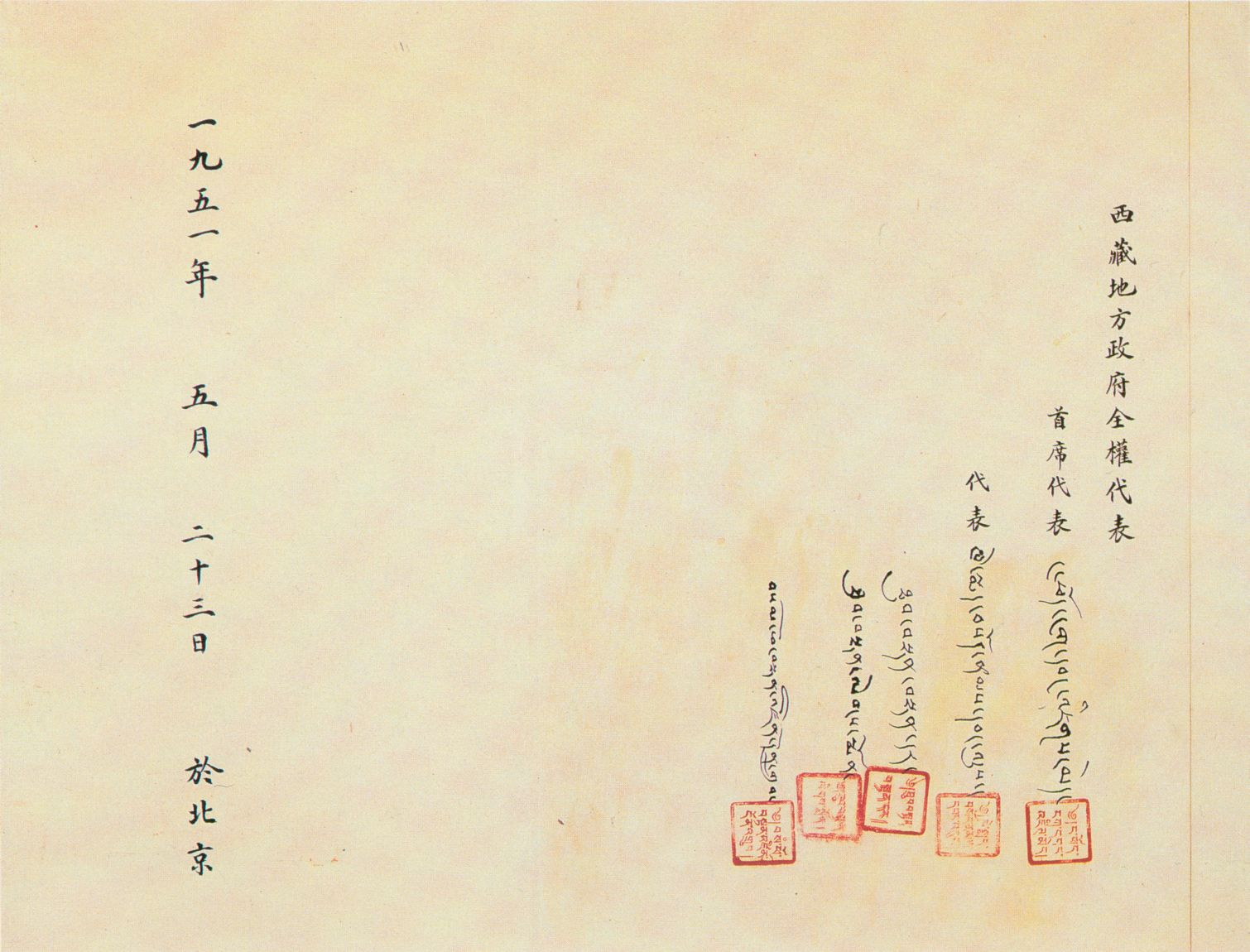
十七か条協定署名（チベット語）

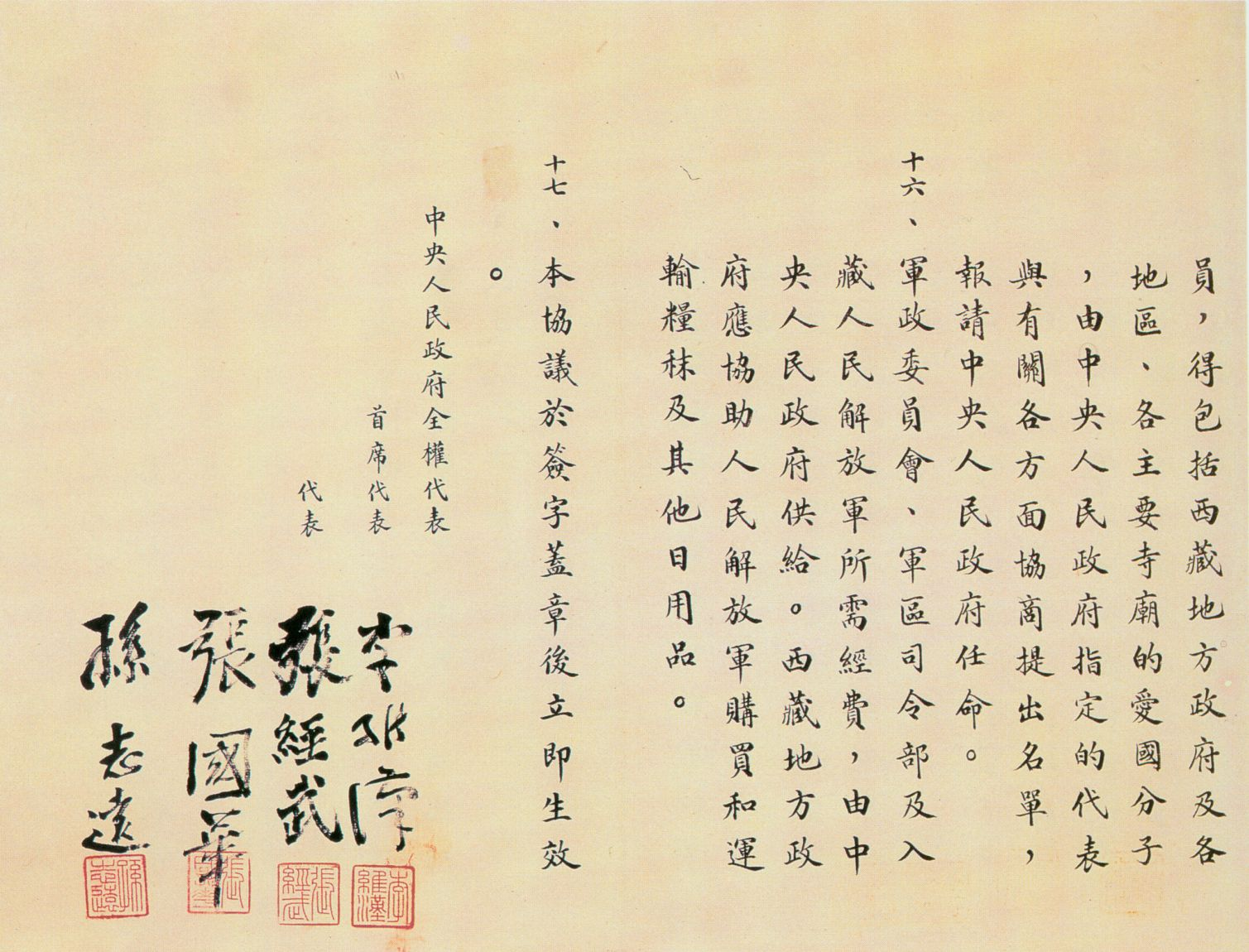
十七か条協定署名（中国語）

十七か条協定（じゅうななかじょうきょうてい）は、中華人民共和国がチベット東部を軍事制圧した後、1951年5月23日、北京において締結された中華人民共和国とチベットの間の政治的取り決めである。
正式呼称は中央人民政府と西藏地方政府のチベット平和解放に関する協議（ちゅうおうじんみんせいふとせいぞうちほうせいふのチベットへいわかいほうにかんするきょうぎ）。十七か条の条文を有することから、「十七か条協定」と略称される。

## 概要
1912年以来、チベット政府（ガンデンポタン）が求めてきた、中国とは別個の独立国としての国際的地位の確立、ガンデンポタンによるチベット全土の統治の主張を放棄させ、中華人民共和国によるチベットの併合を「祖国大家庭への復帰」、「チベット解放」「チベット併合」と位置づけ、西蔵などを含むチベットの全土を「中国の地方」としつつ、ガンデンポタンを西蔵部分のみの統治を担う「西蔵地方政府」と位置づける内容を有する。一方で、引き続きガンデンポタンによる民族自治の保証、「西蔵」（チベットのうち、清朝期以来ガンデンポタンにより確保されてきた部分に対する中国語の呼称）における現行政治制度の維持、「中央政府」が改革を強要しないこと、ダライ・ラマの地位および職権の保証、宗教信仰と風俗習慣の尊重と寺院の保護、チベット語の尊重と独自教育の発展、各種改革への中央政府の不干渉、人民解放軍による蛮行の制御などを定めていた。
この協定には、チベット政府(ガンデンポタン)が中国によるチベットへの進軍を停止するよう交渉するため北京に派遣したンガプー・ンガワン・ジクメをはじめとする使節団がこれに署名した。協定の原本には、中国側全権とチベット側署名者の、個人印が押されているが、「中国の国璽」、「チベットの国璽」にあたる印章の印影はみあたらない。
この「国璽」に関連して、チベット政府は、アボ・アワン・ジグメが協定締結時に使用した国璽はチベット政府の正式な国璽ではなくアボが事前に偽造した国璽であり協定締結はされていないと主張した。その一方で中国政府はアボの持参した国璽はチベットの正式なものであるとした見解の上、協定は締結されたと主張した。しかしチベット議会がこれを認めなかったため、当時チベット議会で中国への併合について意見が分かれていたとされる内中国併合賛成派のアボはダライ・ラマ14世に対して離反を行い中国側につき、以降彼らはチベット議会に参加しなくなった(アボはチベット政府内や住民の中国併合賛成派を集め、親衛隊を組織されたともされている)
この後、中国の中国人民解放軍はチベットの首都ラサに侵攻、チベット軍と交戦状態に陥る。これによりダライ・ラマ14世に十七か条協定を承認させた(この際、一部の中国併合反対派の者は逃亡したとされこの時からダライ・ラマ14世の亡命先インドでの亡命政府規律の準備や手続きが既に行われていたとする見方もある)。ただしその十七ヶ条協定は最初にアボが国璽を押したものとは異なりチベット政府単独による自治を認めていなかった。協定締結後、それに伴って、同協定第八条によりチベット軍は中国人民解放軍に編入された。以降元チベット軍兵士や兵器は、暫くの間チベット地域内に配属されていたとされるが、年々中国人民解放軍内に分散されていき、元チベット軍の施設も、博物館や展示物などに改装されているもの以外は近代化に伴い建て替えなどが進んでいるため現在はチベット地域に残るチベット軍の遺構は極めて少ない。
1959年、ダライ・ラマ14世はラサを脱出、インドへ亡命した。その途上、国境の手前でダライ・ラマ14世はチベット臨時政府の発足と十七か条協定の正式破棄を宣言した。これにより、中国側も国務院総理周恩来の名義で「原西藏地方政府を廃止した」と布告し、これより十七か条協定は消滅した。

1951年5月24日、毛沢東、ンガプー・ンガワン・ジクメ
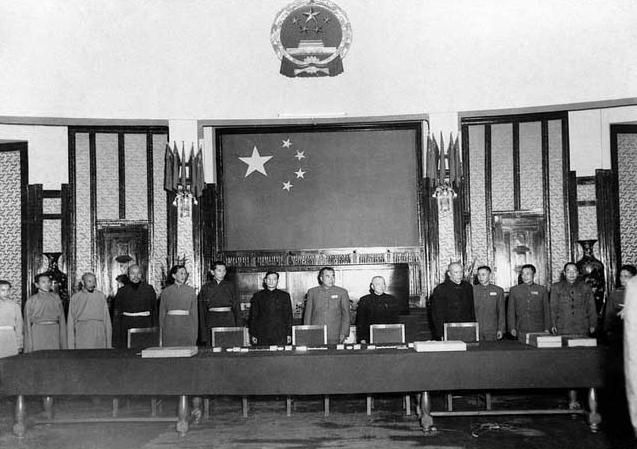
1951年5月23日、十七か条協定の署名式